# Scharnhorst (Schiff, 1907)
Die Scharnhorst war ein Großer Kreuzer der deutschen Kaiserlichen Marine und Typschiff der nach ihr benannten Scharnhorst-Klasse. Sie war vom 29. April 1909 bis zu ihrer Versenkung am 8. Dezember 1914 im Gefecht bei den Falklandinseln das Flaggschiff des deutschen Kreuzergeschwaders in Ostasien. Die Namensgebung erfolgte nach dem preußischen General Gerhard von Scharnhorst. Das Wrack der Scharnhorst wurde 2019 ca. 98 Seemeilen südöstlich von Stanley in einer Tiefe von 1610 Metern durch den Falklands Maritime Heritage Trust entdeckt.

## Technik

### Umbauten und Erkennungsmerkmale
Der Panzerkreuzer wurde zweimal geringfügig umgebaut. Zunächst wurden 1912 die Kranbrücken entfernt und die dortigen Scheinwerfer auf neue Plattformen hinter der Brücke und in die Masten versetzt, die ebenfalls modifiziert wurden. Je ein Scheinwerfer kam in den Vortopp und auf die Vormarsdecke und zwei kamen diagonal versetzt auf die Großmarsdecke.

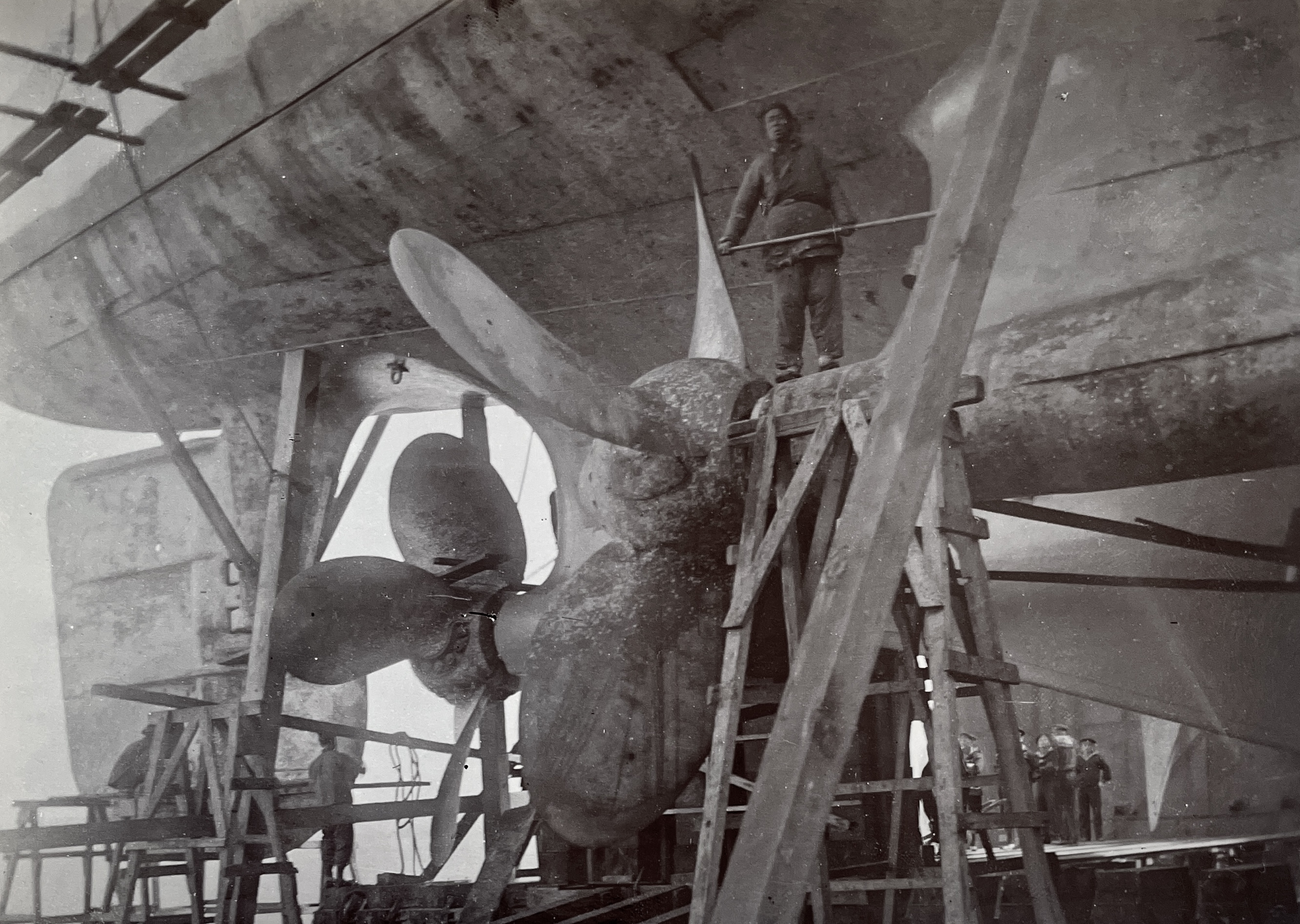
Schrauben der Scharnhorst im Trockendock in Tsingtau (Aufnahme von 1910)

Vor dem Einsatz in Übersee wurde der Fockmast nochmals geändert; u. a. erhielt er einen auffälligen und schon auf große Entfernung sichtbaren Fleckerstand (Ausguck). Vom fast baugleichen Schwesterschiff Gneisenau konnte die Scharnhorst sicher nur durch die Anordnung der Dampfrohre an den Schornsteinen unterschieden werden. Die Gneisenau hatte backbords an der Vorderseite des zweiten Schornsteins ein Dampfrohr, das über das Schornsteingitter hinausragte, während auf der Scharnhorst alle Dampfrohre unterhalb der Schornsteinoberkanten endeten. Zwar wurden später die (ansonsten anders als bei der vorgehenden Roon-Klasse baugleichen) Bootskräne auf der Scharnhorst normalerweise achteraus und auf der Gneisenau nach vorn verzurrt, aber das war kein sicheres Unterscheidungsmerkmal, da es ursprünglich nicht verwendet wurde. Erst im Krieg waren die beiden Schiffe leichter zu unterscheiden, weil die Gneisenau zwar den ersten Umbau wie die Scharnhorst erhielt, aber nicht den zweiten Umbau, so dass der Fleckerstand im Vormast die Scharnhorst kennzeichnete.

## Geschichte

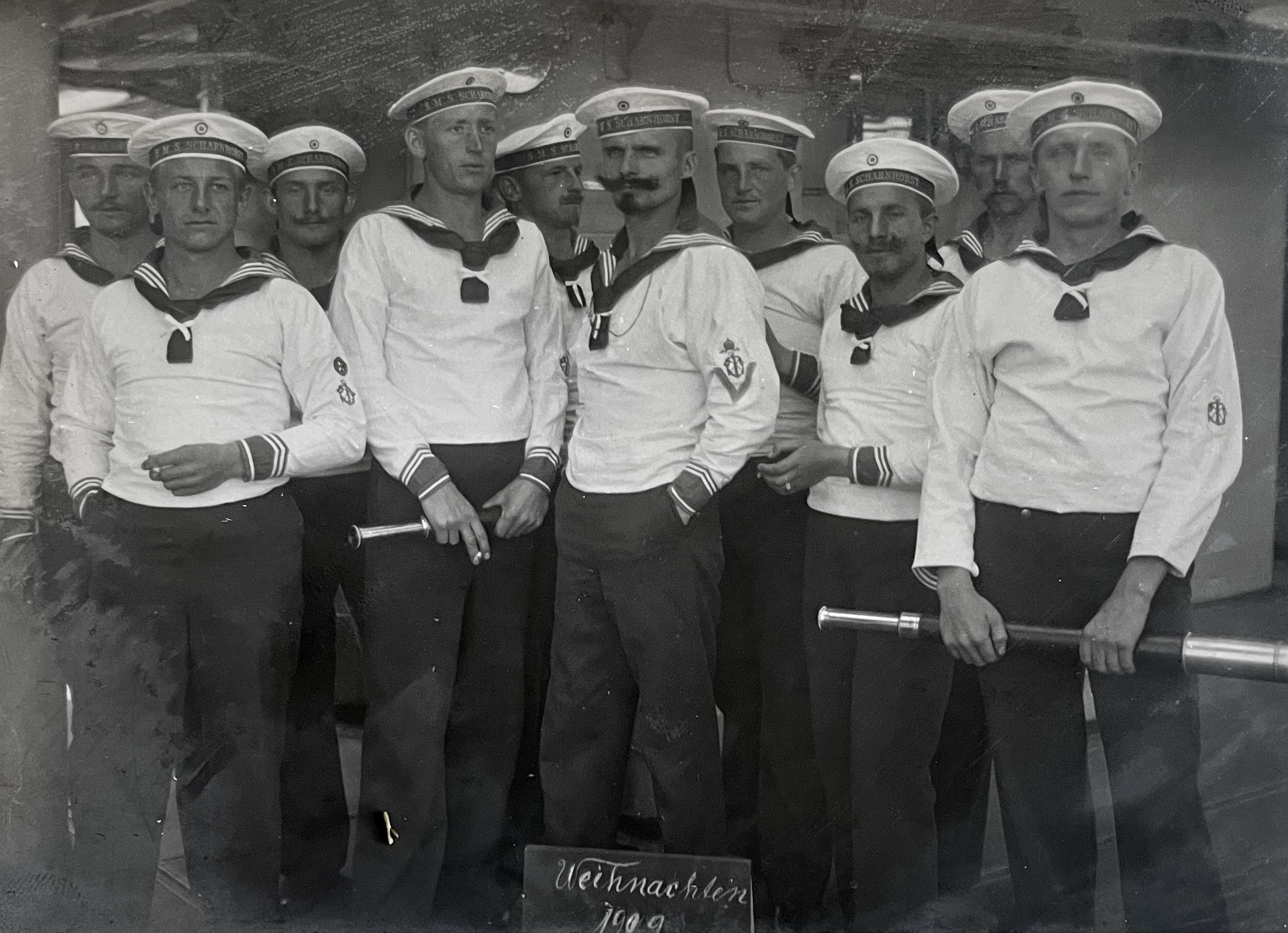
Signalmaate der Scharnhorst (Aufnahme von 1909)

Die Scharnhorst wurde als zweites Schiff einer neuen Klasse von Großen Kreuzern im Jahre 1905 bei der Werft Blohm & Voss in Hamburg auf Kiel gelegt. Ihr Stapellauf war am 22. März 1906 und ihre Indienststellung fand am 24. Oktober 1907 statt. Am 1. Mai 1908 trat sie, die Yorck ablösend, ihren Dienst als Flaggschiff des Befehlshabers der Aufklärungsstreitkräfte (B.d.A.) der Hochseeflotte an. Bis zum 11. März 1909 übte sie diese Funktion aus. Danach wurde sie nach Tsingtau, Hauptstadt des ostasiatischen Deutschen Pachtgebiets Kiautschou, entsandt.

### Auslandseinsatz
Sie verließ am 1. April 1909 mit Konteradmiral Friedrich von Ingenohl an Bord Kiel. Am 29. April traf sie in Colombo mit der Fürst Bismarck zusammen, deren Rolle als Flaggschiff des deutschen Ostasiengeschwaders sie übernahm. Am 14. März 1911 traf das Schwesterschiff Gneisenau in Tsingtau ein. Bis zum Beginn des Ersten Weltkrieges im August 1914 kreuzte die Scharnhorst in chinesischen und japanischen Gewässern und unternahm mehrere Fahrten in die Südsee.

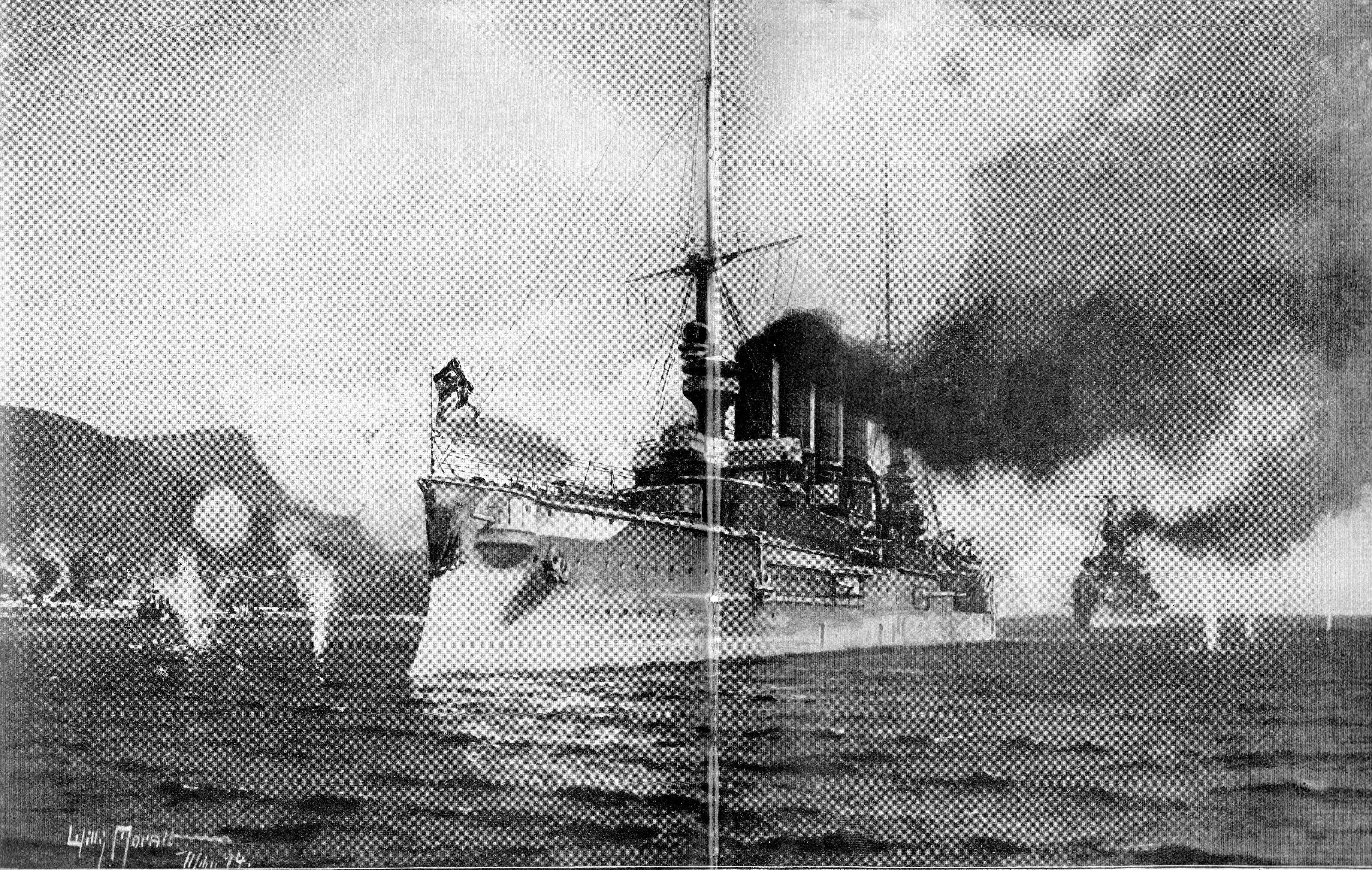
Gneisenau und Scharnhorst beschießen Papeete

Bei Kriegsbeginn befand sich das Schiff mit dem Ostasiengeschwader in Ponape. Zunächst lief man die Insel Pagan auf den damals deutschen Marianen (Teil Deutsch-Neuguineas) an, wo die Kleinen Kreuzer Nürnberg und Emden zum Geschwader stießen. Am 14. August 1914 verließen die Schiffe die Insel wieder. Die Emden wurde in den Indischen Ozean entlassen, um dort selbständig Kreuzerkrieg zu führen. Das Geschwader durchquerte dann in langsamer Fahrt den Pazifik. Es folgten verschiedene Kohlenübernahmen bei den Marshallinseln und vor Deutsch-Samoa. Am 22. September wurde auf der Reede von Papeete (Tahiti) das französische Kanonenboot Zélée versenkt. Am 12. Oktober lief das Geschwader die Osterinsel an, um dort erneut zu kohlen. Hier stießen die Kleinen Kreuzer Dresden und Leipzig dazu.

#### Gefecht bei Coronel

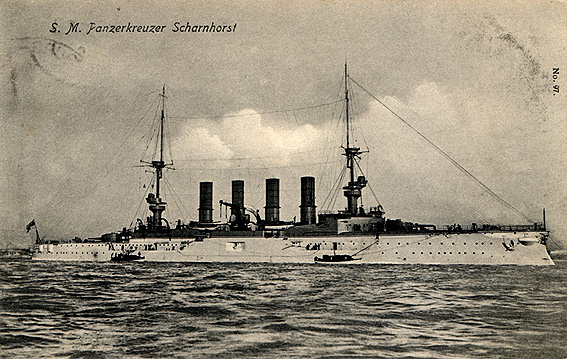
Postkarte mit der Scharnhorst

Vor der chilenischen Küste traf Graf Spee mit seinem Geschwader am 1. November 1914 auf eine Kampfgruppe der britischen Royal Navy unter Konteradmiral Christopher Cradock. Es kam zum Seegefecht bei Coronel. Graf Spee verzögerte die Annahme des Gefechts so lange, bis seine von der Abendsonne beschienenen Schiffe in der Dämmerung mit dem Grau der chilenischen Küstengebirge verschwammen, wohingegen die zuerst von blendender Abendsonne gestörten deutschen Geschützbedienungen nach Sonnenuntergang die britischen Schiffe als klare Silhouetten vor sich hatten. In relativ kurzer Zeit wurden die veralteten britischen Panzerkreuzer Good Hope und Monmouth versenkt, wobei die Scharnhorst als Spitzenschiff auf das britische Flaggschiff Good Hope feuerte und trotz schwerer See und starkem Wind ca. 30–40 Treffer erzielte.
Dem Leichten Kreuzer Glasgow gelang leicht beschädigt die Flucht. Der Hilfskreuzer Otranto war schon vorher abgelaufen. Die Deutschen verließen das Gefecht zwar fast unbeschädigt, hatten jedoch teilweise die Hälfte ihrer Munition verschossen.
Nachdem das Geschwader am 4. November in Valparaíso seine Vorräte ergänzt hatte, setzte es seine Fahrt südwärts fort. Anfang Dezember erreichte es das Kap Hoorn. Nach einer letzten Kohlenübernahme wollte Graf Spee am Morgen des 8. Dezember 1914 die Funkanlagen der Falklandinseln zerstören und sich der dortigen Kohlenvorräte bemächtigen. Außerdem war geplant, den britischen Gouverneur gefangen zu nehmen. Die Briten hatten jedoch mittlerweile zwei Schlachtkreuzer in den Südatlantik und einen (Princess Royal) in die Karibik geschickt, um das deutsche Geschwader abzufangen. Die britische Kampfgruppe im Südatlantik unter Admiral Frederik Doveton Sturdee war mit ihren beiden Schlachtkreuzern Invincible und Inflexible sowie den drei Panzerkreuzern Kent, Carnarvon und Cornwall den deutschen Schiffen an Geschwindigkeit und Bewaffnung weit überlegen.

#### Versenkung bei den Falklandinseln

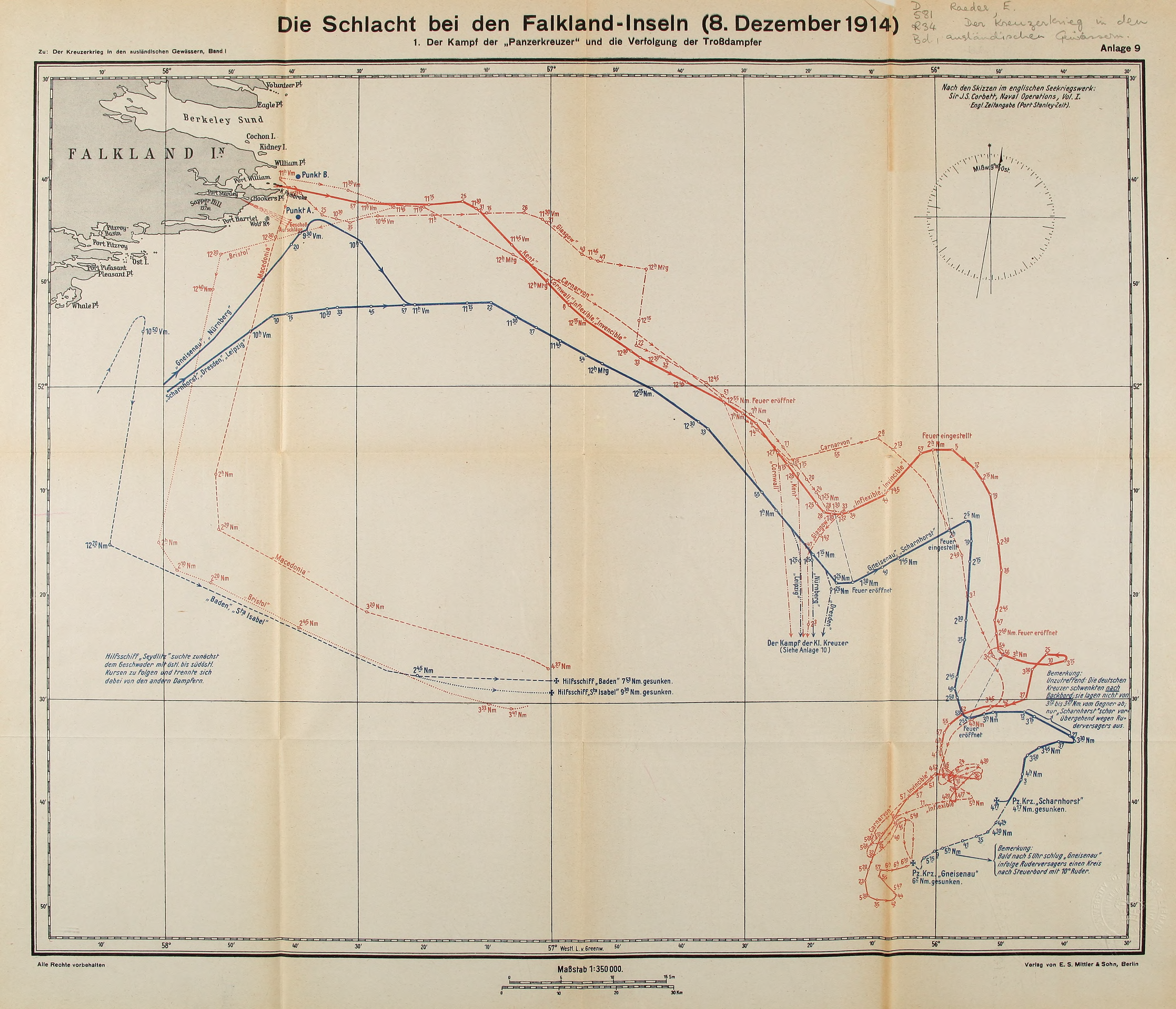
Der letzte Kurs der Scharnhorst

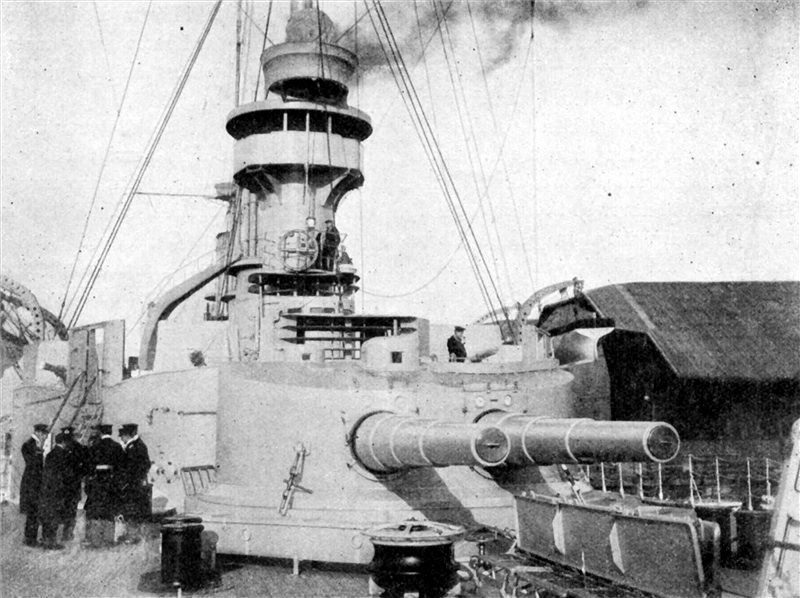
Achterer 21-cm-Doppelturm der Scharnhorst

Am 8. Dezember 1914 lief der deutsche Kreuzerverband bei den Falklandinseln bei Port William diesem überlegenen britischen Geschwader vor die Rohre und es kam zum Seegefecht bei den Falklandinseln. Zunächst versuchte Graf Spee mit seinem Geschwader nach Osten zu entkommen. Zu seinem Unglück herrschte klare Sicht. Gegen Mittag hatten die Briten aufgeholt. Die drei Kleinen Kreuzer wurden mit dem Signal: „Entlassen – versuchen zu entkommen!“ aus dem Verband entlassen und drehten nach Süden ab, wurden aber von zwei britischen Panzerkreuzern und der Glasgow verfolgt, während die Scharnhorst und die Gneisenau von der Invincible, der Inflexible und dem Panzerkreuzer Carnarvon angegriffen wurden. Die beiden deutschen Panzerkreuzer versuchten durch ihren hinhaltenden Kampf den Kleinen Kreuzern das Entkommen zu ermöglichen. Die britischen Schiffe führten das Gefecht sehr vorsichtig auf größte Distanz, was zur Folge hatte, dass sie fast ihre gesamte Munition verbrauchten. Die deutschen Panzerkreuzer konnten dadurch das Feuer oft nur mit den beiden Zwillingstürmen erwidern, während die mittlere Artillerie der Kasemattgeschütze mangels Reichweite nicht eingesetzt werden konnte. Die Scharnhorst ging mit Admiral Graf Spee und ihrer Besatzung von 860 Mann um 16:17 Uhr bei 52° 40′ S, 55° 51′ W, mit dem Bug voran, unter, nachdem sie ab 16:04 Uhr starke Schlagseite bekommen hatte. Auch die Gneisenau, die Kleinen Kreuzer Leipzig und Nürnberg und die beiden Versorger Santa Isabel und Baden (7.676 BRT) wurden versenkt. Insgesamt gingen in der Schlacht bei den Falklandinseln mehr als 2000 Deutsche mit ihren Schiffen unter. Der Kleine Kreuzer Dresden konnte als einziges Schiff des Verbandes in die chilenischen Küstengewässer entkommen.
Am 5. Dezember 2019 wurde bekannt gegeben, dass das Wrack der Scharnhorst am Vortag 98 Seemeilen südöstlich von Stanley in einer Tiefe von 1610 Metern entdeckt worden war. Das Auffinden gelang durch eines der autonomen Unterwasserfahrzeuge, die vom Suchschiff Seabed Constructor ausgesetzt worden waren.

## Auffindung derScharnhorst-Flagge
Mitte 1915 entdeckte ein Küstendampfer vor Brasilien die im Meer treibende Leiche eines deutschen Matrosen. An ihr war eine 21-cm-Kartuschbüchse befestigt, welche die im achteren Turm aufbewahrte Reservegaffelflagge der Scharnhorst enthielt. Die Flagge kam in das Museum für Meereskunde nach Berlin, ging aber während des Zweiten Weltkrieges verloren.

## DieScharnhorstals Namensgeberin
Im Jahr 1957 entschied der Alpine Club of Canada, einen 2317 m hohen Berg in British Columbia zu Ehren des Schiffes Mount Scharnhorst (Scharnhorst Mountain) zu benennen.

## Kommandanten
- Kapitän zur See Konrad Trummler: von Oktober 1907 bis September 1908
- Kapitän zur See Otto Philipp: von Oktober 1908 bis März 1909
- Kapitän zur See Leberecht Maaß: von März 1909 bis Juni 1910
- Kapitän zur See Hugo Kraft: von Juni 1910 bis November 1911
- Kapitän zur See Bernhard Rösing: von November 1911 bis Dezember 1913
- Kapitän zur See Felix Schultz: von Dezember 1913 bis zum Untergang